# Kansallis-Osake-Pankki
Kansallis-Osake-Pankki (KOP) was een Finse commerciële bank. Ze werd in 1889 opgericht als een alternatief voor de Zweedse banken. In die tijd probeerden de Finnen hun eigen identiteit terug te krijgen tijdens en na de Zweedse overheersing. In 1933 fuseerde de bank met de Luotto-Pankki. Deze instelling, die juist opgericht was als een alternatief voor de Suomen Yhdyspankki, ging in 1995 samen met die bank op in Merita Pankki. Merita Pankki verdween in 2001 van het toneel toen zij op haar beurt opging in de Nordea Pankki.

## Directeuren
- Otto Hjelt (1889 – 1892)
- Fredrik Nybom (1892 – 1914)
- Juho Kusti Paasikivi (1914 – 1934)
- Mauri Honkajuuri (1934 – 1948)
- Matti Virkkunen (1948 – 1975)
- Veikko Makkonen (1975 – 1983)
- Jaakko Lassila (1983 – 1991)
- Pertti Voutilainen (1991 – 1995)

Voor het 100-jarig bestaan mocht Aulis Sallinen een feestelijke werk schrijven.